# Ospiti inattesi
Ospiti inattesi (Scram!) è un cortometraggio del 1932 diretto da Raymond McCarey che ha come interpreti Stanlio e Ollio.

## Trama
Dopo essere stati condannati dal giudice Beaumont a lasciare la città per vagabondaggio, Stanlio ed Ollio bighellonano nottetempo. D'un tratto incontrano un ubriaco in difficoltà e lo aiutano a recuperare la chiave della sua macchina, cadute sotto la grata d'un tombino. Per ricompensarli, visto che piove a dirotto, l'ubriaco l'invita a dormire a casa sua. Giunti a destinazione, però, l'ubriaco si rende conto d'aver smarrito anche le chiavi di casa. Stanlio ed Ollio entrano da una finestra in modo da poter aprire la porta d'ingresso dall'interno, ma nel frattempo l'ubriaco è riuscito ad entrare, in quanto la porta era chiusa male.
I tre si riuniscono all'ingresso e l'ubriaco fa accomodare i due amici in camera sua. Non appena Stanlio ed Ollio si recano in camera, giunge un maggiordomo che intima all'ubriaco di andarsene, in quanto ha sbagliato casa.
Nel frattempo Stanlio ed Ollio si sono ristorati nella camera con indosso delle vestaglie, senza rendersi conto di trovarsi nell'abitazione sbagliata. I due però si chiedono che fine abbia fatto l'ubriaco; gironzolando per i corridoi incrociano una donna, che spaventata cade svenuta a terra: i due si prodigano per rianimarla e Stanlio le dà da bere un bicchiere d'acqua presa da una brocca lì vicino, che però in realtà contiene dell'acquavite versata in precedenza dall'ubriaco. La donna rinviene e, ormai già ubriaca, li fa accomodare in camera sua.
Nel frattempo rientra il vero padrone di casa, il giudice Beaumont, marito geloso e severo che detesta gli ubriachi. Attirato dal frastuono proveniente dalla camera della moglie, trova Stanlio nuovamente intento a riempire il bicchiere dalla brocca ed, accortosi che si tratta d'acquavite, irrompe nella stanza; impietrito, vede Stanlio ed Ollio che fanno trangugiare un altro bicchiere alla moglie, che subito dopo riesplode in risa sguaiate assieme ai due compari, che trascina con sé sul suo letto. Il marito contempla tutta la scena, con sguardo truce.
Riavutisi dallo scoppio di riso, Stanlio ed Ollio, alla vista del giudice, s'affrettano a togliersi da lí. Il giudice, furioso, inizia ad avanzare verso di loro con fare minaccioso; Stanlio, impaurito, spegne la luce della stanza e da qui comincia un'irruenta bagarre.

## Produzione
Il cortometraggio è stato interamente girato presso gli Hal Roach Studios di Culver City.

## Versioni italiane
- In Italia è noto anche con il titolo Gli imputati, nella versione doppiatada Croccolo/Latini.

Il cortometraggio fa parte anche dei film di montaggio italiani Piano... forte e Via Convento, ambedue del 1947 col primo doppiaggio Sordi-Zambuto. In quest'ultimo alcuni dialoghi sono volutamente cambiati, per far avere un senso continuato alle situazioni presenti nei 4 cortometraggi uniti insieme. Ad esempio, in questo secondo film di montaggio, nella comica iniziale Regalo di nozze(Me and my pal, 1933), Ollio deve sposarsi con la figlia di un ricco magnate,ma per colpa di Stanlio,  il matrimonio va a monte. Avendo già Ollio investito capitali nella miniera promessa in dote, finisce sul lastrico con Stanlio, e da qui riprende la storia del primo doppiaggio italiano della presente comica. Nel secondo doppiaggio italiano invece i dialoghi sono fedeli agli originali.